# Claudia Pasini
Claudia Pasini (* 2. März 1939 in Triest; † 23. September 2015 ebenda) war eine italienische Florettfechterin.

## Erfolge
Claudia Pasini nahm an den Olympischen Spielen 1960 in Rom im Mannschaftswettbewerb teil. Sie wurde bei den Vorrundenbegegnungen gegen Venezuela und die Sowjetunion eingesetzt, außerdem im Halbfinale gegen Ungarn, das mit 3:9 verloren wurde. Das Gefecht um Bronze gewann die italienische Equipe gegen Deutschland ohne Pasinis Beteiligung. Gemeinsam mit Irene Camber, Velleda Cesari, Bruna Colombetti und Antonella Ragno-Lonzi erhielt sie damit die Bronzemedaille.